# Tekken (película)
Tekken es una película estadounidense-japonesa de acción y artes marciales de 2010, basada en la célebre serie de videojuegos Tekken creado por Namco. Fue estrenada directamente a vídeo doméstico en Estados Unidos y en cines en algunos países de Europa y Asia. El viernes 8 de julio de 2011 se estrenó la película en España, en la cadena Neox (de Antena 3 TV).
La película fue estrenada en Japón el 20 de marzo de 2010, distribuida por Warner Bros. Pictures, y obtuvo unos ingresos de $967,369. El director Dwight H. Little, director de Señalado por la muerte y Rapid Fire, fue elegido para dirigir esta película de acción y artes marciales. La película está basada sobre todo en Tekken 3, tratando de aclarar los hechos ocurridos en Tekken y Tekken 2, aunque también están presentes algunos personajes de entregas posteriores.

## Argumento
A fines de la década de 2010, después de que la guerra contra el terror destruyó gran parte de la civilización, 8 megacorporaciones sobrevivieron y dividieron el mundo que las rodeaba; la más grande es Tekken Corporation, que controla toda América del Norte. Para aplacar a las masas, el presidente de la corporación, Heihachi Mishima (Cary-Hiroyuki Tagawa), patrocina el "The King of Iron Fist Tournament" (o simplemente Iron Fist), en el que los luchadores de las 8 megacorporaciones luchan hasta que uno queda en pie y recibe una vida de estrellato y riqueza. En contraste con la rica y exuberante ciudad de Tekken, está el área marginal que la rodea, conocida como el Anvil.
Jin Kazama (Dallas James Liu y Jason del Rosario) ha sido criado por su madre, Jun (Tamlyn Tomita). Ella lo ha entrenado en artes marciales y ha sido su mentora, pero nunca habla del padre de Jin, alegando que está muerto. En 2039, Jin es ahora un luchador adolescente rebelde de 19 años (Jon Foo) y corredor de contrabando que vive en el Anvil, y por lo general participa en peleas y coopera con los grupos de resistencia para ganar dinero para proporcionar alimentos (ya que la fruta, el café y el chocolate se han vuelto caros) y mercancías raras en el Anvil. Una noche, Jin es el blanco de los Jackhammers, el grupo de especificaciones de élite que patrulla el Anvil y garantiza la seguridad de Tekken City, por cooperar con los grupos de resistencia. Intenta regresar a su casa, solo para encontrar a su madre asesinada por los Jackhammers que terminan bombardeando la casa.
Afligido por la pérdida de su madre y sintiéndose culpable por no haberla protegido, Jin jura vengarse de Heihachi. En las ruinas de su antiguo hogar, encuentra una identificación de Tekken Fighter que pertenece a Jun, lo que revela que ella fue una vez una luchadora del Iron Fist. Furioso por esto, decide probar en Open Call, lo que le permite al Anvil elegir un luchador para el torneo. Después de derrotar al deshonrado Marshall Law (Cung Le), quien se retiró del torneo y se vio obligado a pelear en Open Call, Jin es patrocinado por el ex boxeador Steve Fox (Luke Goss), patrocinador de Open Call y exluchador de Iron Fist, y es aclamado como "The People's Choice", quien lo lleva a Tekken City.
Al ingresar a Tekken City, Jin se hace amigo de la artista marcial mixta Christie Monteiro (Kelly Overton). Después de ver a Raven (Darrin Henson) dominar al luchador de capoeira Eddy Gordo (Lateef Crowder) en el primer combate, Jin gana el combate contra Miguel Caballero Rojo (Roger Huerta) y casi lo mata en un ataque de ira. El hijo de Heihachi, Kazuya Mishima (Ian Anthony Dale), se queda impresionado por sus habilidades y le ofrece a Jin un lugar en Tekken Corporation, pero Jin se niega. Más tarde a esa noche, después de escabullirse con Christie y visitar un club nocturno, Jin es atacado por asesinas enmascaradas por órdenes de Kazuya, quien está planeando hacerse cargo de Tekken y ve a Jin como un posible obstáculo ya que es aclamado como "The People's Choice". Jin sobrevive al intento de asesinato, gracias a la interferencia de Christie. Steve y Christie intentan disuadir a Jin de continuar en el torneo, pero Jin promete ganar el Iron Fist y matar tanto a Heihachi como a Kazuya, no sin antes darle a Steve la identificación de Jun. Se da cuenta de que es su hijo y le dice que la conocía. Mientras tanto, Kazuya chantajea al campeón del torneo, Bryan Fury (Gary Daniels), para que mate a Jin en un partido o sea expuesto como un cíborg parcial, prohibiéndolo del torneo de por vida (los cíborgs tienen prohibido pelear).
Durante los cuartos de final, Christie está emparejada con Nina Williams (Candice Hillebrand). Antes de la pelea, Jin nota el rostro de Nina y se da cuenta de que ella era una de los asesinas. Después de que Christie derrota a Nina, Jin se empareja con un espadachín de élite llamado Yoshimitsu (Gary Ray Stearns). A Heihachi, que le gusta este joven luchador, considera que este combate se reserve para las semifinales e intenta cambiar el orden, pero Kazuya (quien controla los Jackhammers), lo detiene. Kazuya luego encarcela a Heihachi y ordena que comience el partido, tomando efectivamente el control de Tekken. Jin derrota por poco a Yoshimitsu, gracias a que Heihachi activa una alerta de seguridad en la arena.
Después del combate, Kazuya ordena detener a todos los luchadores. Él les dice que las reglas han cambiado, por lo que ahora deben luchar hasta la muerte. Jin, Christie y Steve intentan escapar, junto con Raven, dejando atrás a Nina, Anna Williams (Marian Zapico) y Sergei Dragunov (Anton Kasabov), ya que estaban en una celda separada. Kazuya se da cuenta de que se están escapando y derriba a algunos guardias, lo que provoca un tiroteo. Steve, Christie y Raven cubren a Jin, pero él cruza la celda de Heihachi. Enojado, trata de burlarse de él, diciendo que él es el responsable de matar a su madre. Sin embargo, debido a que Heihachi es su única oportunidad de escapar de Tekken, Steve libera a Heihachi y se une al grupo. En el tiroteo resultante, Raven es herido y recapturado, mientras que los demás logran llegar al Anvil.
En el almacén que Jin usa como protección, Heihachi le revela a Jin la verdadera naturaleza de su origen (concepción). Hace 20 años, Jun estaba peleando en el primer torneo Iron Fist organizado por Tekken Corporation después de la guerra, e impresionó a Kazuya, quien empezó a violarla, convirtiéndolo en el padre de Jin y la dejó por muerta. Ella sobrevivió al asalto y Heihachi la sacó de Tekken City y la llevó al Anvil para mantenerla con vida. Heihachi también le dice a Jin que, dado que él es su nieto, podría convertirse en el próximo presidente y afirma que el verdadero propósito de la megacorporación es restablecer el orden en el mundo. Aunque Jin no puede creer lo que le dicen, creyendo que la megacorporación está sembrando el terror y el miedo entre sus residentes, Heihachi le confía a Jin la tarea de derrotar a Kazuya. Posteriormente, el grupo es localizado por Jackhammers, quienes matan a Steve durante el tiroteo y recuperan al resto de los fugitivos. Antes de llevarlos de regreso a Iron Fist, Kazuya ordena a los Jackhammers que ejecuten a Heihachi.
De vuelta en Tekken City, Raven consuela a un Jin desanimado, diciendo que vio lo que Jin le hizo a Miguel Caballero Rojo y recordándole que la ira no alimenta el alma, sino que la incinera. Raven le dice a Jin que debido a que hay muchas personas que dependen de él, puede convertirse en campeón sin dejar que la ira tome el control de su cuerpo. En las finales, Jin se ve obligado a luchar contra Bryan, quien ya había matado a Sergei Dragunov en un combate a muerte, mientras Kazuya sostiene a Christie en la sala de control. Al principio es superado, pero al recordar las enseñanzas de su madre, Jin vence y mata a Bryan.
Enfurecido por la victoria de Jin, Kazuya entra él mismo en el torneo, armado con hachas de media luna y comienza el duelo final. El propio Jin desarmado está maltratado por los golpes y está a punto de perder. Sin embargo, se salva cuando Christie escapa disparando a los Jackhammers que la protegen, creando una distracción. Esto le permite a Jin herir y sujetar a Kazuya, quien provoca a Jin al afirmar que recuerda cómo Jun "peleó bastante". Kazuya se burla de él para que herede la Maldición Mishima (Heihachi encarceló y mató a su padre y Kazuya presumiblemente asesinó a Heihachi), pero Jin se niega a matar a su padre, afirmando que no es su verdadera maldición.
Christie sube al escenario y declara a Jin el nuevo Campeón de Tekken. La multitud tanto dentro como fuera de la arena lo empiezan a vitorear con euforia. Cuando Christie le pregunta a dónde irá, responde que irá a su casa en el Anvil, ya que no quiere dirigir la megacorporación. Sale por la puerta de Tekken City y es reverenciado por los Jackhammers, lo que simboliza su nuevo papel como director ejecutivo de Tekken Corporation. En un voice-over, Christie explica que la victoria de Jin hizo que el nombre de la familia Kazama fuera sinónimo de esperanza en el Anvil, pero que el verdadero legado de Tekken es sólo el comienzo.
Después de los créditos, la escena cambia a Kazuya, quien sale de la arena y se da cuenta de que perdió el control de los Jackhammers, quienes se niegan a saludarlo. De vuelta en la ejecución de Heihachi, se arrodilla frente a un Jackhammer, que lo sostiene a punta de pistola. Sus últimas palabras son: "Soy Heihachi Mishima. Yo... soy... Tekken. Me obedecerás". El Jackhammer baja su arma y obedece su orden.

## Reparto
- Jon Foo como Jin Kazama.
  - Jason del Rosario como Jin Kazama (joven).
  - Dallas James Liu como Jin Kazama (niño)
- Kelly Overton como Christie Monteiro.
- Cary-Hiroyuki Tagawa como Heihachi Mishima.
- Ian Anthony Dale como Kazuya Mishima.
- Darrin Henson como Raven.
- Candice Hillebrand como Nina Williams.
- Luke Goss como Steve Fox.
- Gary Daniels como Bryan Fury.
- Cung Le como Marshall Law.
- Marian Zapico como Anna Williams.
- Lateef Crowder como Eddie "Eddy" Gordo.
- Tamlyn Tomita como Jun Kazama.
- Roger Huerta como Miguel Caballero Rojo.
- Gary Ray Stearns como Yoshimitsu.
- Anton Kasabov como Sergei Dragunov.

## Dirección artística
En 2005, cuando el proyecto iba a realizarse con el director Don Gabi, se contrató a Jet Li, Zhang Ziyi y a Jackie Chan, aunque finalmente el proyecto no se llevó a cabo.
En esta nueva producción de la compañía Crystal Sky Pictures, productora de "Ghost Rider", con Dwight H. Little, se contrató al reparto por los estudios en artes marciales, Karate, Capoeira, Kung Fu o Taekwondo, entre otras técnicas de los actores y el parecido con los personajes, y no en actores de renombre. Aunque se cuenta con actores experimentados como Cary-Hiroyuki Tagawa o Luke Goss y actores prometedores como Ian Anthony Dale, Gary Daniels o Cung Le.
Los actores más cercanos a los personajes del videojuego sin duda han sido reflejados por Darren Dewitt Henson (Raven), Lateef Crowder (Eddy Gordo), Gary Ray Stearns (Yoshimitsu), Anton Kasabov (Sergei Dragunov) y Gary Daniels (Bryan Fury).
Los fanes del videojuego han calificado a Jon Foo como poco apto para interpretar a Jin Kazama en la película debido a las diferencias respecto al personaje original (como la nacionalidad y el nivel de masa muscular). 
En YouTube hay expuestos dos tráileres: el oficial y uno hecho por fanes siendo este mucho mejor que el exhibido anteriormente, mostrando un tono más oscuro y un mejor acercamiento a la estética del videojuego de lo que ya se había observado.
Las acrobacias y piruetas de la película han sido supervisadas por el experimentado atleta de parkour Cyrill Raffaeli. Sin embargo la dirección de todo lo relacionado con las artes marciales y las peleas cuerpo a cuerpo de la película se ha encargado Eric Norris (hijo de Chuck Norris). 
Recientemente el canal Discovery ha emitido un programa titulado Stunt Stars sobre la película, donde son entrevistados tanto Cyrill Raffaeli como Eric Norris, ofreciéndonos una muestra del trabajo que realizan los directores de acrobacias y los actores implicados en el desarrollo.
John Hunter es el compositor del Score instrumental original, y el grupo de Rock Sick Puppies figura en los créditos como los creadores de las canciones de la película, cuyo tema "You´re going down" es el principal de la misma.

## Diferencias con la saga
A la hora de adaptar la historia del videojuego a la película, se han producido una serie de alteraciones que no han acabado de convencer a un buen número de seguidores de la serie de videojuegos:
- El principal antagonista de la película es Kazuya Mishima, que es retratado como un personaje refinado a la vez que retorcido y psicótico, mientras que Heihachi recibe una caracterización honorable y generosa, y asiste a los héroes durante parte del filme. Sin embargo, estos roles son una inversión de sus personalidades en los videojuegos: en ellos, Heihachi es un villano sádico y excéntrico, que lleva a cabo toda clase de acciones amorales contra su propia familia e interpreta el rol de antagonista en casi todas sus apariciones, mientras que Kazuya es un personaje ambiguo pero con sentido del honor que incluso desempeña un papel heroico en varios momentos. Intuitivamente, Kazuya y Heihachi no están en el mismo bando en ninguno de los videojuegos, mientras que en la película ambos dirigen la corporación Mishima. Otro detalle es que el aspecto físico de Kazuya en la película no se asemeja en absoluto al de los juegos.
- En la película, Tekken es el nombre del torneo y de la corporación guiada por Heihachi Mishima, mientras que en el videojuego este nombre se le da al torneo y a las fuerzas militares especiales que pertenecen a Mishima Zaibatsu, el nombre de la corporación. Otra diferencia es que el torneo de la película sólo acoge a los mejores luchadores de cada corporación, en contraste con el de los juegos, que es abierto al público y recibe a toda clase de personajes.
- En la película se revela que Jun quedó embarazada de Jin al ser violada por Kazuya, un punto argumental con el que los fanes de los videojuegos especularon durante años pero del que jamás hubo ninguna evidencia en ningún título de la saga. Por el contrario, se infiere por ciertos detalles de la historia que sí hubo algún leve enlace sentimental entre Kazuya y Jun, ya que el alma de él fue disputada entre dos entidades, Devil y Angel, de las cuales la segunda nació gracias al amor que Kazuya sentía por Jun.
- En la película, Jun y Jin viven en un barrio bajo controlado por la corporación de Mishima, pero en los videojuegos viven en un bosque.
- El gen diabólico no existe en la película, ya que en su lugar Jin sólo se vuelve más fuerte al enfurecerse y al recordar las enseñanzas de su madre. En el videojuego, el gen diabólico despierta sobre todo cuando las ganas de venganza de Jin crecen.
- El personaje de Christie Monteiro hizo su primera aparición en los videojuegos como discípula de Eddy Gordo en el arte de la capoeira. En la película, sin embargo, no se menciona ninguna relación entre Christie y Eddy, y éstos no interactúan en ningún momento del metraje. La película además presenta a Christie como una competidora de artes marciales mixtas en lugar de capoeira (aunque sí utiliza algunos movimientos de este arte en sus escenas de lucha).
- En el videojuego, Steve Fox es un hombre joven de cabello largo y rubio, y además es el hijo de Nina Williams. En la película, en cambio, Fox es un veterano de mediana edad con la cabeza rapada (una apariencia con la que no se le puede personalizar en los juegos) que no guarda ninguna relación con Nina, la cual incluso parece ser mucho más joven que él. Así mismo, en la película se presenta como un viejo amigo de Jun, pero en los videojuegos Steve y Jun solo han llegado a coincidir en Tekken Tag Tournament 2 (cuya canonicidad es discutible) y en Tekken 8.
- La película muestra a Jin recibiendo sus característicos guantes de Steve Fox, quien dice haberlos usado durante la mayor parte de su carrera en Tekken. En los juegos, los guantes no tienen un origen concreto, y los que Fox utiliza tienen un diseño muy diferente a los de Jin (de hecho, en sus primeras encarnaciones utilizaba guantes de boxeo clásicos).
- En la película, Christie comienza una relación con Jin, cuando en realidad estos dos nunca interactúan en ninguno de los videojuegos.
- En el videojuego, Miguel Caballero Rojo es un luchador violento pero honorable cuya motivación es vengar la muerte de su hermana por culpa de Jin Kazama. En la película, en la que se le nombra simplemente como Miguel Rojo, es un artista marcial sádico y con un complejo mesiánico, y luce un estilo de pelo muy diferente y un tatuaje original. Otro rasgo a destacar es que la película lista su arte marcial como zipota, mientras que en los juegos es listada como pelea callejera.
- La versión de Yoshimitsu en la película sólo se asemeja a su homólogo de los videojuegos en su característico aspecto. En el filme, Yoshimitsu es sólo un popular competidor del torneo que trabaja de mercenario para Kazuya Mishima y que posee una armadura vistosa y un estilo de lucha más bien indefinido. Por el contrario, en los juegos Yoshimitsu es el líder de un clan ninja que se dedica a combatir la injusticia en el mundo, y utiliza una armadura de alta tecnología junto con una espada mágica y un estilo de lucha muy excéntrico.
- En los videojuegos, Nina y Anna no trabajan juntas para Mishima Zaibatsu ni ejercen de concubinas para Kazuya tal y como se ve en la película, sino que son enemigas y rivales, hasta el punto de que en Tekken 2 Anna es contratada por Kazuya como guardaespaldas y Nina por sus enemigos precisamente para asesinarlo.
- En la película, Marshall Law es arrogante y altivo, y no evoca a Bruce Lee en ningún rasgo, a diferencia del Marshall Law de los juegos, que es un personaje bienintencionado y gracioso cuyo aspecto y estilo están basados en los de Bruce Lee.
- En la película Steve muere asesinado, sin embargo en los  videojuegos Steve no ha muerto nunca.
- El estilo de lucha de Raven es correctamente listado como ninjutsu, pero no se asemeja al de los juegos. Además, aunque Raven comúnmente viste de negro en todas sus apariciones en la saga, la película le muestra en un ostentoso plateado que sólo utilizó previamente en Tekken 5: Dark Resurrection.